# Hester Jane Haskins
Hester Jane Haskins o Jane the Grabber (Jane la Secuestradora; fl. 1860 - 1875) fue una madam, proxeneta y figura de los bajos fondos en la ciudad de Nueva York durante las décadas de 1860 y 1870. La principal rival de Red Light Lizzie, poseía y operaba varias "casas de mala fama", además de ser una de las principales proveedoras de prostitutas para burdeles, garitos y establecimientos similares en toda la ciudad. Empleó a un pequeño grupo de "hombres y mujeres de aspecto respetable", que sumaban una docena más o menos, que viajaban por Nueva Inglaterra atrayendo a mujeres jóvenes con promesas de trabajos bien remunerados en Nueva York. Una vez que estas jóvenes llegaban a la gran ciudad, eran secuestradas y obligadas a trabajar en los establecimientos de ella o de sus clientes.
Haskins fue una de las primeras y más exitosas proxenetas en lo que pronto se conocería como trata de blancas. Entre sus socios criminales se encontraban John Allen y Little Susie, entonces entre sus principales agentes, pero dejaron su servicio después de que Haskins comenzó a apuntar a jóvenes de familias prominentes de Nueva Inglaterra a principios de la década de 1870; se alegaba que una de sus víctimas era la hija de un vicegobernador de Nueva Inglaterra. En 1875, menos de un año después de la partida de Allen y Susie, Haskins se vio implicada en el llamado "escándalo del secuestrador" cuando fue arrestada por el capitán Charles McDonnell y tras ser juzgada recibió una larga sentencia de prisión.